# Battenans-les-Mines
Battenans-les-Mines – miejscowość i gmina we Francji, w regionie Burgundia-Franche-Comté, w departamencie Doubs.
Według danych na rok 2010 gminę zamieszkiwało 58 osób, a gęstość zaludnienia wynosiła 21 osób/km².